# 발가락이 닮았다 (드라마)
《발가락이 닮았다》는 2003년 4월 4일에 MBC에서 방영한 베스트극장이다.

## 등장 인물

### 주요 인물
- 이상우 : 병우 역 - 소아과 의사
- 권오민 : 지훈 역
- 신소미 : 주영 역 - 병우의 애인
- 박은혜 : 수연 역 - 병우의 대학시절 짝사랑녀

### 그 외 인물
- 윤기원 : 진수 역 - 지훈의 친구
- 이영희
- 김명희
- 이문수
- 이종래
- 김세민
- 전익령
- 이미선
- 장경희
- 이창호
- 원장희 : 병우와 주영의 딸 역